# 17-Artikel-Verfassung
Die 17-Artikel-Verfassung (jap. 十七条憲法, Jūshichijō kenpō) gilt als das erste staatsrechtliche Dokument Japans. Prinz Shōtoku soll den Text im Jahr 604 verfasst haben. Es handelt sich um ein von konfuzianischen und buddhistischen Ideen geprägtes Traktat zum Wesen der gerechten Herrschaft. Der Text ist heute nur noch aus der über hundert Jahre nach seiner angeblichen Entstehung abgefassten Chronik Nihon Shoki (720) bekannt. Insbesondere wegen Artikel 12, der das Amt des kuni no tsukasa erwähnt, das erst Anfang des 8. Jahrhunderts eingeführt wurde, ist es fraglich, dass es sich um den Originalwortlaut Shotoku Taishis handelt.

## Der Text in Übersetzung
1. Die Harmonie soll geschätzt werden, die Vermeidung böswilligen Widerstandes soll geehrt werden. Alle Menschen sind Kinder ihres Standes und nur wenige sind intelligent. Es gibt jene, die nicht auf ihre Herren oder Väter hören, und jene, die Fehden mit ihren Nachbarn haben. Aber wenn die Oberen nach Harmonie streben und die Unteren einsichtig sind, und wenn die Regierungsgeschäfte einvernehmlich geregelt werden, dann stellt sich die richtige Sicht der Dinge von selbst ein. Was soll es dann geben, das nicht erreicht werden kann.
2. Ehre die drei Schätze. Die drei Schätze als da sind Buddha, das [buddhistische] Gesetz (Dharma) und die Priesterschaft (Sangha), sind die letzte Zuflucht der vier geschaffenen Wesen und das Zentrum des Schicksals eines jeden Landes. Welcher Mensch in welchem Zeitalter würde dieses Gesetz nicht ehren. Wenige sind im Kern schlecht. Sie können lernen, das Gesetz zu befolgen. Aber wenn sie nicht Zuflucht bei den drei Schätzen nehmen, wie soll ihre Verbogenheit dann gerade werden?
3. Wenn du einen kaiserlichen Befehl erhältst, dann zögere nicht ihn rücksichtslos auszuführen. Der Herr ist der Himmel, die Vasallen sind die Erde. Der Himmel überspannt alles, die Erde erhebt sich unter ihm. Wenn dem so ist, folgen die vier Jahreszeiten ihrem Lauf und die Kräfte der Natur entfalten ihre Wirkung. Wenn die Erde nach mehr strebt, wird der Himmel einstürzen. Deshalb schweigt der Vasall, wenn der Herr spricht; wenn der Höhere handelt, fügt sich der Niedere. Wenn du einen kaiserlichen Befehl erhältst, zögere nicht, ihn rücksichtslos zu befolgen. Wenn Barmherzigkeit in diese Angelegenheit hineinspielt, ist Verfall die Folge.
4. Alle Minister und Funktionäre sollen anständiges Benehmen zu ihrem wichtigsten Prinzip machen, denn das erste Prinzip für die Regierung über die Menschen ist anständiges Benehmen. Wenn die Oberen nicht recht handeln, werden die Unteren liederlich; wenn diese angemessenes Benehmen einfordern, ist Aufruhr die Folge. Wenn aber Herr und Vasall den Geboten der Schicklichkeit folgen, ist die Ordnung nicht gefährdet; wenn die Menschen anständig handeln, wächst das Allgemeinwohl von allein.
5. Die Abkehr von Maßlosigkeit und die Aufgabe zweifelhafter Begierden sind unteilbar verknüpft mit den Fällen, die dir unterbreitet werden. Täglich werden es Tausend sein. Wie viele sollen es dann in einem Jahr sein? Wenn der Mann, der die Fälle bearbeitet, seine niederen Motive nicht überwindet, wird er anfällig für Bestechung sein. Dann wird der Fall eines reichen Mannes sein wie ein Stein, der ins Wasser fällt. Der Fall eines armen Mannes wird sein wie Wasser, das auf einen Stein gegossen wird. Unter solchen Umständen wird der arme Mann nicht wissen, wohin er sich wenden soll. Hier liegt die Herausforderung für einen Beamten.
6. Bessere was schlecht ist, bestärke was gut ist. Dies ist eine gute Regel aus alter Zeit. Verberge nicht die guten Eigenschaften anderer, aber zögere nicht, das Schlechte zu züchtigen, wenn du es siehst. Schmeichler und Verführer sind wie eine scharfe Waffe für den Umsturz des Staates. Wie ein Schwert zielen sie auf das Wohl des Volkes. Schmeichler vermögen es, gegenüber ihren Oberen alle Schuld auf ihre Untergebenen zu schieben, gegenüber ihren Untergebenen alle Schuld auf die Oberen. Männer dieser Art suchen die Gnade ihres Herrn und das Wohlwollen des Volkes. Aus solchen Gründen entstehen große Unruhen im Staat.
7. Jeder Mann soll seine eigene Aufgabe haben, und die Pflichten sollen einander nicht überschneiden. Wenn weise Männer ein Amt erhalten, ernten sie Lob. Wenn Männer ohne Prinzipien ein Amt innehaben, vermehren sich Unglück und Aufruhr. In diese Welt werden wenige mit Wissen geboren; Weisheit ist die Folge von Meditation. Für alle Dinge, große wie kleine, finde den richtigen Mann, und sie werden geregelt. In allen Angelegenheiten, ob dringlich oder nicht, finde einen Weisen, und sie werden lösbar. Auf diese Weise wird der Staat Bestand haben und die Tempel der Erde und des Korns werden frei von Gefahr sein. Aus diesem Grund suchten die Herrscher in alter Zeit den Mann für das Amt aus und nicht das Amt für den Mann.
8. Die Minister und Beamten sollen ihren Dienst früh aufnehmen und spät beenden. Die Staatsgeschäfte dulden keinen Aufschub, und der ganze Tag genügt kaum für ihre Erledigung. Wenn jemand zu spät bei Hof erscheint, kann ein Notfall nicht bearbeitet werden. Wenn Beamte ihren Dienst früh beenden, kann die Arbeit nicht erledigt werden.
9. Guter Glaube ist die Basis des Rechts. In allem lass guten Glauben sein, denn es liegt das Gute wie das Schlechte, Erfolg wie Fehlschlag darin. Wenn Herr und Vasall miteinander im guten Glauben umgehen, was ist dann nicht zu erreichen? Wenn Herr und Vasall miteinander nicht gut umgehen, wird alles, ohne Ausnahme, im Fehlschlag enden.
10. Lass uns Abkehr nehmen von Wut und bösen Blicken. Und lass uns nicht empfindlich sein, wenn andere anderer Meinung sind. Denn alle Menschen haben ein Herz, und jedes Herz ist anders. Ihr Gut ist unser Schlecht und andersherum. Wir sind nicht unsagbar weise und sie nicht unsagbar dumm. Beide sind wir nur gewöhnliche Menschen. Wie kann einer eine Regel festlegen, um Richtig und Falsch zu trennen. Denn wir sind alle weise und dumm, so wie ein Ring kein Ende hat. Auch wenn andere uns verärgern und Fehler offenbar werden, auch wenn wir glauben, allein recht zu haben, sollten wir der Mehrheit folgen.
11. Achte auf die Verdienste und Fehler, und gib jedem seine verdiente Strafe oder Belohnung. In diesen Tagen folgt auf Verdienst nicht Lohn, auf Verbrechen nicht Strafe. Alle Beamten sollen es sich zur Aufgabe machen, Strafe und Lohn gerecht zu verteilen.
12. Laßt nicht die kuni no tsukasa noch die kuni no miyatsuko den Menschen Forderungen auferlegen. In einem Land gibt es keine zwei Herren; die Menschen können keine zwei Herrscher haben. Der Souverän ist der Herr aller Menschen im ganzen Land. Die Beamten, die er beruft, sind alle seine Vasallen. Wie können sie, genau wie die Regierung, Steuern von den Menschen fordern?
13. Alle Amtspersonen sollen ihre Aufgaben gleich erfüllen. Aufgrund von Krankheit oder Reisen mag sich ihre Arbeit verzögern. Aber wenn sie ihre Arbeit tun können, sollen sie handeln, als ob sie von allen Vorgängen wüssten. Nie sollen Regierungsgeschäfte sich verzögern, weil einer behauptet nichts mit ihnen zu tun zu haben.
14. All ihr Minister und Beamte, seid nicht neidisch. Denn wenn wir andere beneiden, werden sie uns beneiden. Die Boshaftigkeit des Neides ist ohne Grenzen. Wenn andere schlauer sind als wir, freut es uns nicht, wenn andere fähiger sind, sind wir neidisch. Deshalb werden wir nicht weniger als fünfhundert Jahre brauchen, um einen weisen Mann zu finden, und auch nach tausend Jahren werden wir keine Weisheit erlangt haben. Aber wenn wir keine Weisen finden, wie soll dann das Land regiert werden.
15. Sich vom Privaten ab- und dem Öffentlichen zuzuwenden, das ist der Weg des Ministers. Wenn ein Mann von privaten Motiven geleitet wird, wird er Missgunst fühlen. Missgunst wird ihn hindern, harmonisch mit anderen zusammenzuwirken. Wenn ihm dies nicht gelingt, wird er das öffentliche Wohl privaten Interessen opfern. Missgunst stört die Ordnung und untergräbt das Gesetz. Deshalb müssen die Oberen und die Unteren einander verstehen. Der Sinn des ersten Artikels ist derselbe.
16. Lasst die Menschen Frondienst leisten zu bestimmten Zeiten. Dies ist eine alte und gute Regel. Lasst sie in den Wintermonaten arbeiten, wenn sie freie Zeit haben. Aber von Frühling bis Herbst, wenn sie auf den Feldern oder bei den Maulbeerbäumen beschäftigt sind, sollen sie frei von Fron sein. Denn wenn sie nicht auf dem Feld arbeiten, was sollen sie essen? Wenn sie nicht bei den Maulbeerbäumen arbeiten, was sollen sie anziehen?
17. Wichtige Entscheidungen sollte nicht eine Person allein treffen. Sie sollten mit vielen diskutiert werden. Aber weniger wichtige Entscheidungen sollten nicht diskutiert werden. Gewichtige Entscheidungen aber, die fehl laufen können, sollten in Abstimmung mit vielen getroffen werden.

## Bedeutung des Textes
Die 17-Artikel-Verfassung ist keine Verfassung im heutigen staatsrechtlichen Sinne. Vielmehr ist sie ein von buddhistischen und konfuzianischen Idealen beeinflusstes philosophisches Werk. Sie beschäftigt sich mit Überlegungen zur Moral der Herrschenden und Beherrschten. Dennoch sind diese Überlegungen die Wurzel konkreten politischen Handelns geworden. Die Taika-Reformen des Jahres 646 zentralisierten die Macht tatsächlich beim Kaiser, der einen zentralistischen Beamtenstaat beherrschte. Mit den Taihō-Erlassen wurden auch die Vorschläge zur Schaffung von Gesetzen sowie die Verpflichtung, Frondienst für den Kaiser zu leisten, kodifiziert. Die arbeitspflichtigen Untertanen der Kaiser errichteten z. B. den Großen Buddha von Nara. Auch die Wehrpflichtarmee der Nara-Zeit war ein Dienst der Untertanen am Kaiser.
Bezeichnenderweise nennt der Text als Ursprünge der Regierungsideen die Alten Zeiten und verschleiert damit ihre Herkunft aus China und Korea. In der Tat gelang in Japan aber niemals die Errichtung eines Staatswesens, das dem formulierten Ideal nahekam. Die Aufforderung, Ämter nach Befähigung zu vergeben, scheiterte, anders als in China. Die Zentralisierung der Macht beim Kaiser überlebte nur bis in die frühe Heian-Zeit, bevor Neid und Missgunst, im vorliegenden Text auch als Gefahren für den Staat gegeißelt, diesen wieder zerrissen. Bis zur Meiji-Restauration im Jahr 1868 waren Kaiser und Verfassung damit wieder politisch unbedeutender geworden. Die Gedankengänge aus dem Konfuzianismus beeinflussten aber die Ständeordnung der Edo-Zeit und Verhaltenskodizes wie die Hausgesetze der Kaufleute oder die Ehrvorschriften der Samurai (Bushidō).